# Великосербулівська сільська рада
Великосе́рбулівська сільська́ ра́да — колишній орган місцевого самоврядування в Єланецькому районі Миколаївської області. Адміністративний центр — село Великосербулівка.

## Загальні відомості
- Населення ради: 1 441 особа (станом на 2001 рік)

## Населені пункти
Сільській раді були підпорядковані населені пункти:
- с. Великосербулівка
- с. Григорівка
- с. Нововолодимирівка

## Історія
Миколаївська обласна рада рішенням від 11 липня 2014 року виключила з облікових даних Великосербулівської сільради село Малосербулівка.

## Склад ради
Рада складалася з 16 депутатів та голови.
- Голова ради: Гавенко Тетяна Данилівна
- Секретар ради: Кобаль Світлана Анатоліївна

### Керівний склад попередніх скликань
| ПІБ                         | Основні відомості                                                                | Дата обрання | Дата звільнення |
| --------------------------- | -------------------------------------------------------------------------------- | ------------ | --------------- |
| Гавенко Тетяна Данилівна    | Сільський голова, 1958 року народження, освіта, член Народної партії             | 26.03.2006   | 31.10.2010      |
| Кобаль Світлана Анатоліївна | Секретар сільської ради, 1974 року народження, освіта вища, член Народної партії | 26.03.2006   | 31.10.2010      |
| Кобаль Світлана Анатоліївна | Секретар сільської ради, 1974 року народження, освіта вища, член Народної партії | 31.10.2010   |                 |

Примітка: таблиця складена за даними сайту Верховної Ради України